# Deutsche Grammophon
La Deutsche Grammophon è un'etichetta discografica tedesca, specializzata nella produzione di dischi di musica classica, che fa parte del gruppo Universal.

## Storia
Fondata ad Hannover nel 1898 da Emile Berliner, l'inventore del grammofono, e da suo fratello Joseph Berliner, la Deutsche Grammophon è una delle etichette più prestigiose nel panorama della musica classica, che raccoglie l'eredità della Berliner Gramophone, la più antica casa discografica tedesca e una delle principali a livello europeo e mondiale, ma ormai non più operativa.

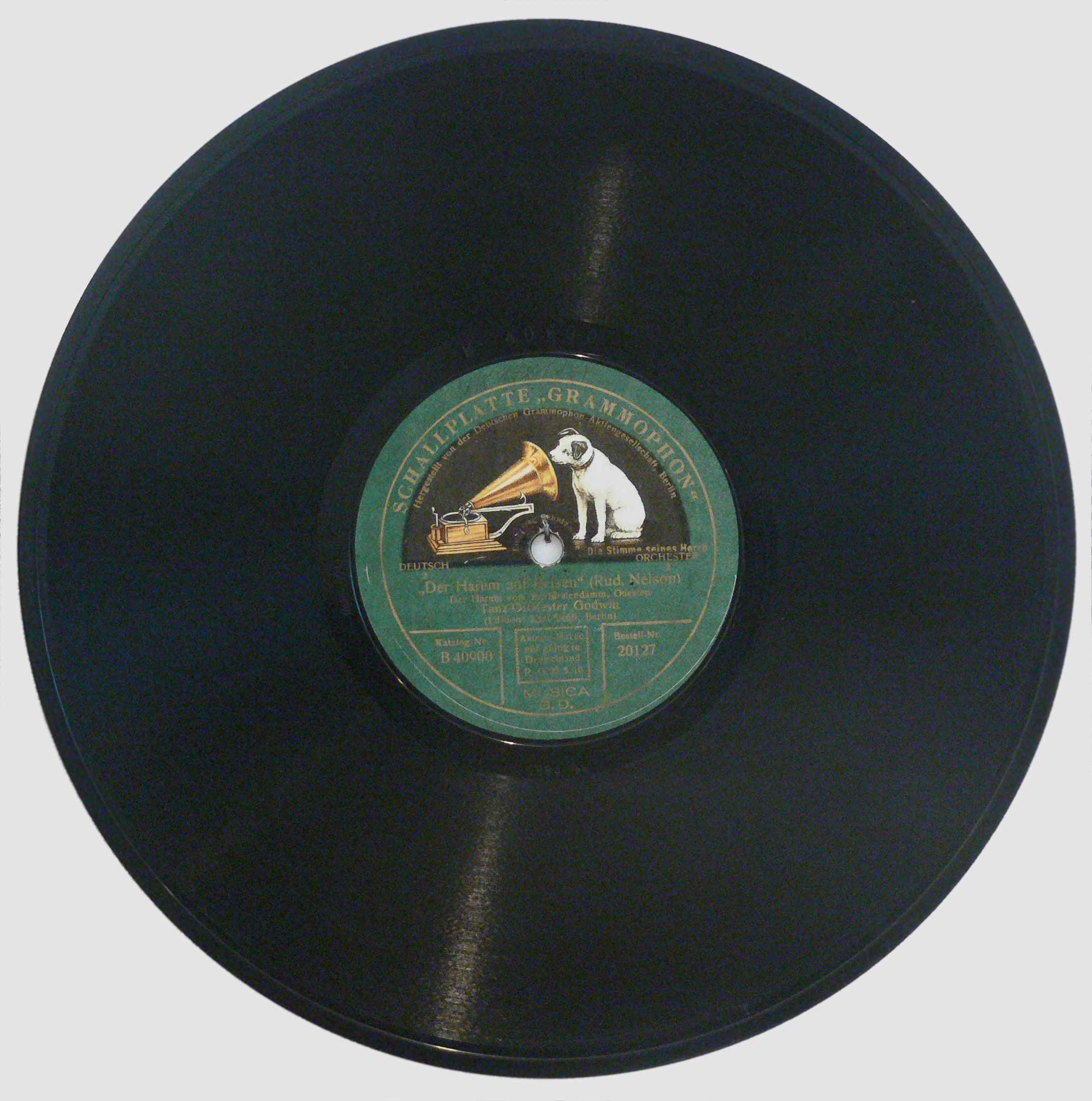
Disco 78 giri della Schallplatte Grammophon, marchio facente capo alla Deutsche Grammophon

Nel 1890 vi fu la fusione con la britannica Gramophone Company, unione che durò fino al 1916, nel pieno della prima guerra mondiale. Per tutto questo periodo sui dischi della Deutsche Grammophone compariva il famoso logo con il cagnolino Nipper, marchio che apparteneva alla Gramophone Company. Tale marchio tornò nuovamente ad essere presente dal 1924 fino a quando, nel 1949, la Deutsche Grammophon ne cedette i diritti alla Electrola, una etichetta discografica tedesca facente parte del gruppo EMI. In seguito venne creato il nuovo logo, ancora in uso, con l'inconfondibile etichetta gialla.
Nel 1941 la Deutsche Grammophon venne acquistata dalla società di ingegneria elettrica e meccanica tedesca Siemens & Halske.
Nel 1947 venne fondata una nuova etichetta discografica, la Archiv Produktion, destinata alla pubblicazione di dischi di musica antica e barocca (in particolare Bach e Händel) eseguita su strumenti d'epoca.
Nel 1962 la Siemens formò una joint venture con l'olandese Philips Records, dando vita alla DGG/PPI Record Group, gruppo che successivamente, in seguito anche all'acquisizione della divisione discografica europea della Decca, nel 1971 diventerà PolyGram. Nel 1999 il gruppo PolyGram viene ceduto alla Universal Music Group.

## Artisti
Tra le prime incisioni troviamo quella che Enrico Caruso fece a Milano nel 1902.
Storiche sono anche la prima registrazione completa di un'opera orchestrale, la Quinta sinfonia di Beethoven con i Berliner Philharmoniker diretti da Arthur Nikisch, realizzata nel 1913 su dischi 78 giri a doppio lato.
Non meno storici i sessant'anni di attività del pianista Wilhelm Kempff presso l'etichetta tedesca, che portarono a memorabili registrazioni di Beethoven (integrale delle Sonate per pianoforte, due integrali delle Sonate per violino e pianoforte, due integrali dei Concerti), Schubert (integrale delle Sonate per pianoforte), Schumann, Brahms e Mozart.
L'etichetta ha in catalogo registrazioni della maggior parte dei più noti direttori d'orchestra dell'ultimo secolo, come Claudio Abbado, Herbert von Karajan, Carlos Kleiber, Karl Böhm, Leonard Bernstein e Giuseppe Sinopoli.
Hanno inciso per Deutsche Grammophon alcuni tra i maggiori pianisti del XX secolo, come Dino Ciani, Maurizio Pollini, Vladimir Horowitz, Arturo Benedetti Michelangeli e Ėmil' Gilel's. Tra gli altri artisti storici della Deutsche Grammophon, i pianisti Martha Argerich, Ivo Pogorelich, Krystian Zimerman, il violinista Salvatore Accardo, il violoncellista Mischa Maisky, gli organisti Simon Preston e Olivier Latry ed il compositore Max Richter.
Tra le giovani proposte in catalogo troviamo la violinista Nicola Benedetti e il direttore d'orchestra Gustavo Dudamel.